# Saint-Gély-du-Fesc
Saint-Gély-du-Fesc (okzitanisch: Sant Geli dau Fesc) ist eine Gemeinde mit 10.530 Einwohnern (Stand: 1. Januar 2022) im Département Hérault in der Region Okzitanien. Saint-Gély-du-Fesc im Arrondissement Lodève und im Kanton Saint-Gély-du-Fesc. Die Einwohner heißen Saint-Gillois.

## Geographie
Saint-Gély-du-Fesc liegt etwa zehn Kilometer nördlich von Montpellier am Mosson. Umgeben wird Saint-Gély-du-Fesc von den Nachbargemeinden Les Matelles im Norden, Saint-Clément-de-Rivière im Osten, Grabels im Süden, Combaillaux im Südwesten und Murles im Westen.

## Bevölkerungsentwicklung
| Jahr                       | 1962 | 1968 | 1975 | 1982 | 1990 | 1999 | 2010 | 2017 |
| Einwohner                  | 528  | 907  | 2055 | 3714 | 5936 | 7625 | 8821 | 9795 |
| Quellen: Cassini und INSEE |      |      |      |      |      |      |      |      |

## Sehenswürdigkeiten

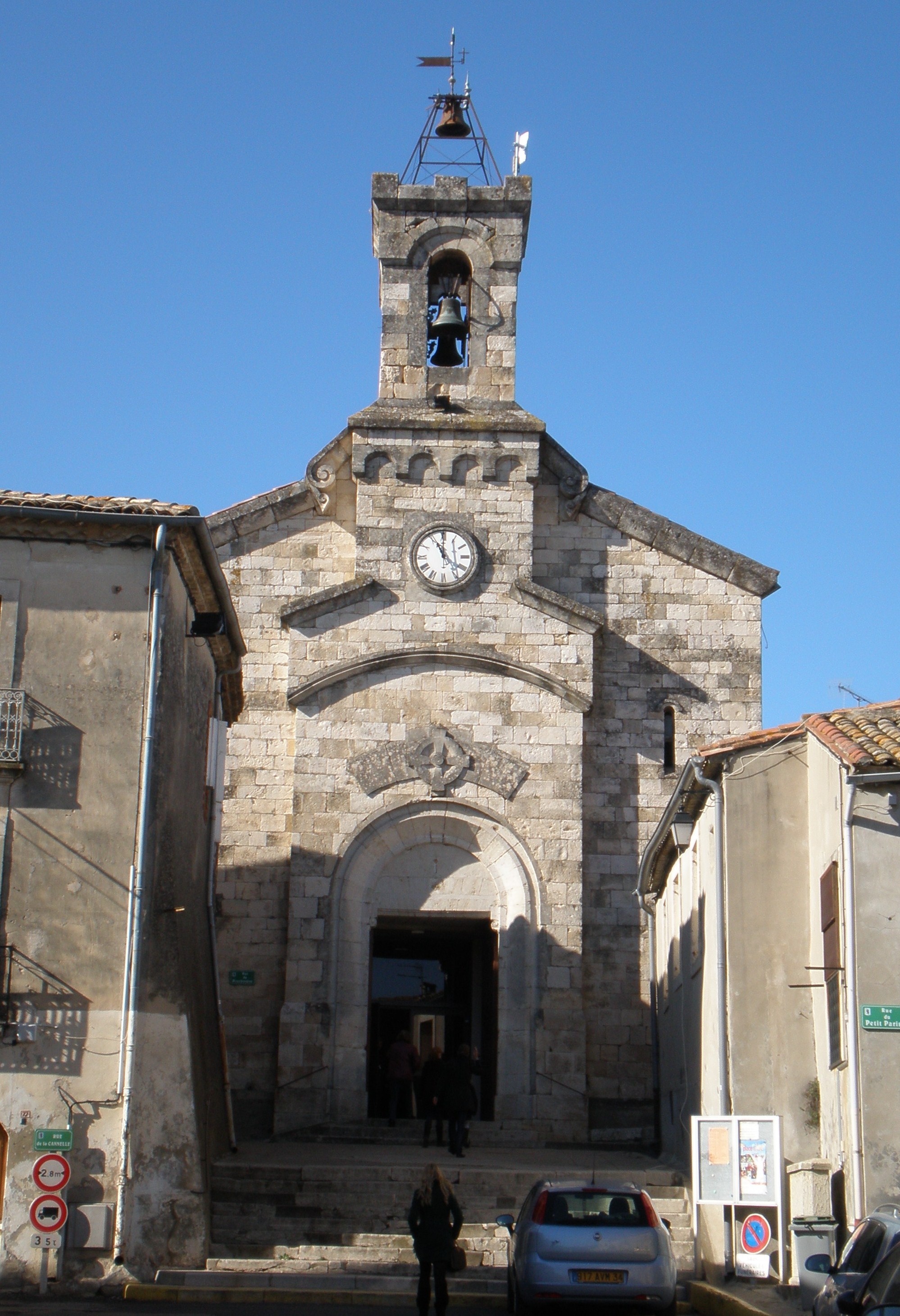
Kirche Saint-Gilles

- Kirche Saint-Gilles, Monument historique
- Archäologische Fundstellen bei den Ortschaften Vautes, Rouergas und am Colline de l’Homme Mort

## Persönlichkeiten
- Georges Brassens (1921–1981), Chansonsänger
- Ptiluc (* 1956), belgischer Designer
- Frédéric Volle (* 1966), Handballspieler
- François Trinh-Duc (* 1986), Rugbyspieler